# Piz Roseg
Le piz Roseg (prononcé pits rozétch) est un sommet des Alpes, à 3 935 m d'altitude, dans la chaîne de la Bernina, situé en Suisse dans le canton des Grisons. La frontière avec l'Italie passe non loin au sud, au sommet du Roseg Pitschen (3 867 m).

## Géographie

### Topographie
Le piz Roseg a la forme d'une pyramide de glace émergeant d'un massif de rochers noirâtres. L'imposante face nord présente des glaciers suspendus et des séracs.
Le piz Roseg a trois sommets : le sommet principal à 3 935 m, le Schneekuppe, sommet secondaire à 3 920 m au nord et le Roseg Pitschen à 3 868 m sur la frontière et sur l'arête qui mène au sommet voisin du Piz Scerscen.

### Géologie
La chaîne de la Bernina et le piz Roseg se sont élevés lors de l'orogenèse alpine. À cet endroit deux plaques tectoniques sont en collision : la plaque eurasienne au nord et la plaque adriatique au sud. La chaîne de la Bernina se trouve au nord de la ligne insubrienne, c'est-à-dire qu'elle est du côté eurasien de la ligne de contact entre les deux plaques tectoniques. Cependant la collision de ces plaques est complexe et a formé des nappes. La plaque eurasienne se divise en une croûte supérieure et une croûte inférieure et la plaque adriatique passe entre les deux. Une nappe, telle la chaîne de la Bernina, est un fragment des morceaux de la plaque adriatique que la croute supérieure de la plaque eurasienne a arraché à celle-ci. La chaîne de la Bernina est donc constituée de roches de la plaque adriatique tout en étant sur la plaque eurasienne.
Les roches constituants le massif et le piz Roseg sont des roches de la croûte et du manteau de la plaque adriatique. Le piz Roseg est composé de diorite, de gabbros, de gneiss et de syénite. La géologie du Quaternaire est caractérisée par les glaciations du Pléistocène qui ont modelé le relief du bassin du val Roseg. Toutefois, les témoins géologiques sont rares ou pauvres pour le Pléistocène inférieur et moyen en raison de l'intense érosion au cours et entre les glaciations récentes. Le piz Roseg est presque totalement dépourvu de roches primaires comme la majorité des sommets des Alpes orientales.

### Climat
Les conditions météorologiques peuvent changer très rapidement avec la présence de neige et de brouillard. Le vent renforce l'effet de froid par effet de Windchill : la température apparente chute de 10 °C tous les 15 km/h de vent. Le climat est l'un des plus froids et rigoureux de Suisse. La température descend parfois en dessous de -35 degrés en hiver dans les vallées entourant le piz Roseg.
Il peut contribuer à lui seul à l'échec d'une ascension, même par des professionnels, car les voies d'accès du piz Roseg passent souvent sur des arêtes effilées qui deviennent dangereuses si le vent devient violent ou si le brouillard se lève,.
Au sommet du piz Roseg, les vents dominants viennent du nord-ouest et du sud-ouest, ces derniers étant plus chauds.
| Mois                              | jan.  | fév.  | mars  | avril | mai  | juin | jui. | août | sep. | oct. | nov.  | déc.  | année |
| --------------------------------- | ----- | ----- | ----- | ----- | ---- | ---- | ---- | ---- | ---- | ---- | ----- | ----- | ----- |
| Température minimale moyenne (°C) | −14,9 | −15,1 | −14,2 | −11,3 | −7   | −3,8 | −1,2 | −1,1 | −2,8 | −5,5 | −10,9 | −13,7 | −8,5  |
| Température moyenne (°C)          | −12,4 | −12,7 | −11,5 | −8,8  | −4,5 | −1,4 | 1,3  | 1,3  | −0,5 | −3,4 | −8,7  | −11,1 | −6    |
| Température maximale moyenne (°C) | −9,2  | −9,9  | −8,9  | −6,8  | −2,7 | 0,5  | 3,4  | 3,8  | 1,9  | −1   | −5,9  | −8,3  | −3,6  |
| Précipitations (mm)               | 47    | 45    | 57    | 64    | 92   | 99   | 90   | 99   | 83   | 63   | 66    | 45    | 850   |

### Hydrographie
Le piz Roseg est situé sur la ligne de partage des eaux entre la mer Noire et la mer Adriatique. En effet, il sépare les bassins versants du Danube et de l'Adige. Sur le versant septentrional, dans le bassin du Danube, l'eau coule au nord par le glacier Tschierva pour rejoindre l'Ova da Roseg.
Les glaciers entourant le piz Roseg sont :
- le glacier Tschierva au nord ;
- le Vadret da la Sella/glacier Roseg à l'ouest ;
- le Vadret di Scerscen au sud-est.

## Premières ascensions
- 28 juin 1865 - première ascension par Adolphus Warburton Moore, Horace Walker et Jakob Anderegg (voie normale).
- 18 août 1876 - arête nord par Henri Cordier, Johann Jaun, Kaspar Maurer et Thomas Middlemore.
- 14 juillet 1881 -  face sud par Damiano Marinelli, Hans Grass et Baptiste Pedranzini.
- 16 juillet 1890 -  face nord-est par Christian Klucker et Ludwig Norman-Neruda.
- 1958 - face nord directe par Kurt Diemberger et Karl Schönthaler.
- 4 juin 1978 - descente à ski de la face nord par Kurt Jeschke et Martin Burtscher.

## Alpinisme
- Arête nord (Eselsgrat) : AD+
- Face sud (couloir Marinelli) : AD.
- Face nord-est : D+.

## Accès
- Cabane de Tschierva, CAS (2 583 m).
- Cabane Coaz, CAS (2 610 m).